# Pterois russelii
Pterois russelii är en fiskart som beskrevs av Bennett, 1831. Pterois russelii ingår i släktet Pterois och familjen Scorpaenidae. Inga underarter finns listade i Catalogue of Life.